# Muž

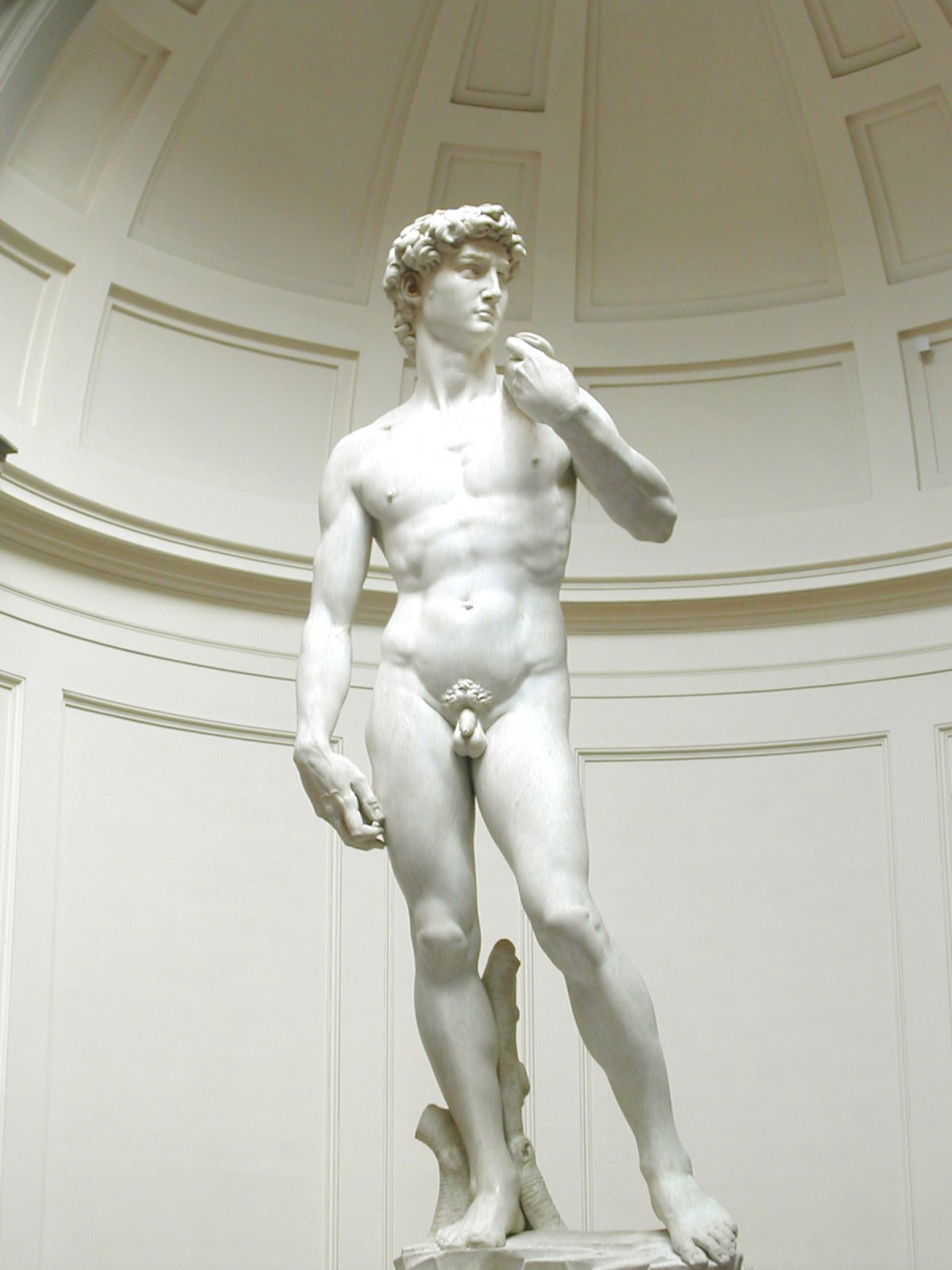
Michelangelův David se považuje za nejlepší umělecké znázornění muže.

Muž je dospělý člověk samčího pohlaví. Slovo muž se používá pro označení pohlaví člověka nebo sociální role. Člověk opačného, tzn. samičího pohlaví je žena. Nedospělý člověk samčího pohlaví je chlapec.
Symbol pro planetu Mars se používá v biologii pro označení samčího a tedy mužského pohlaví. Je to stylizované znázornění štítu a oštěpu boha Marta — kolečko se šipkou vpravo nahoře (Unicode: ♂). Symbol mj. reprezentuje mužnost a ve středověké alchymii označoval také železo.

## Kultura a role ve společnosti

Symbol označující muže

Již od pravěku měli muži, podobně jako ženy, rozdílnou roli ve společnosti. V lovecko-sběračských společnostech měli muži téměř výhradně na starosti lov pro maso, kdežto ženy sbíraly rostlinnou potravu.
V Andách ve Wilamaya Patjxa bylo nalezeno jedno z nejstarších pravěkých pohřebišť, kde lovkyněmi byly rovněž ženy.
Muži se od žen liší svým chováním. Podle běžných klišé se považují za:
- agresivnější než ženy. V mezilidských vztazích jsou ale muži a ženy zhruba stejně agresivní. Muži jsou spíše agresivnější mimo domov.
- odvážnější, dobrodružnější a soutěživější než ženy.
- méně citoví.

V západní kultuře se muži jen zřídka oblékají jako ženy. Protože se však móda s časem mění, nošení náušnice se již obvykle nepovažuje za ženský znak. Podobně se za nemužské již nepovažuje holení chlupů na těle a vousů na tváři.

## Biologie a pohlaví

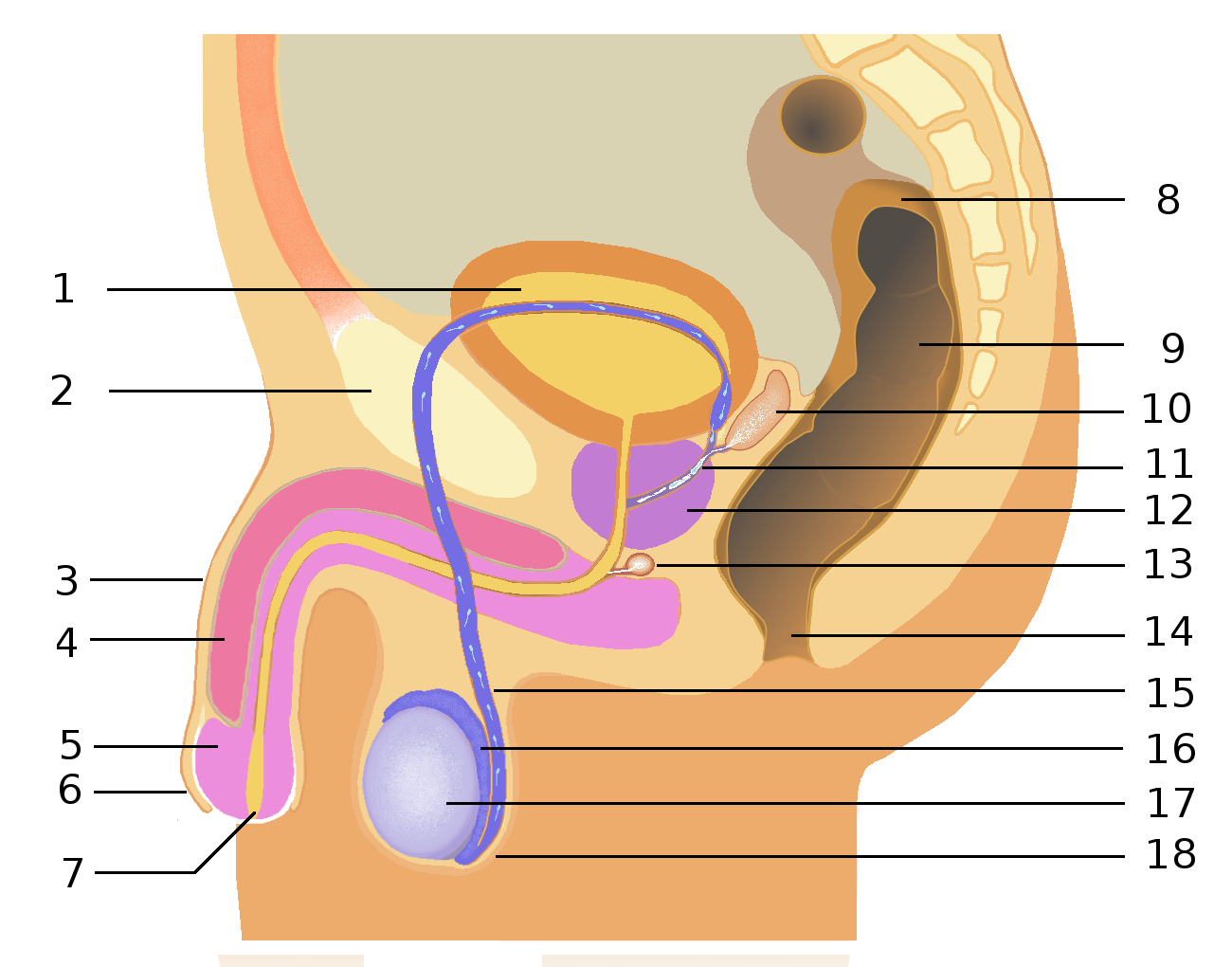
Mužské pohlavní orgány:
1. močový měchýř, 2. stydká kost, 3. penis, 4. topořivé těleso, 5. žalud, 6. předkožka, 7. ústí močové trubice, 8. tračník, 9. konečník, 10. semenný váček, 11. ejakulační vývod, 12. prostata, 13. Cowperova žláza, 14. anus, 15. chámovod, 16. nadvarle, 17. varle, 18. šourek

Z pohledu biologie mají muži řadu pohlavních charakteristik, které je odlišují od žen. Stejně jako u ženy jsou mužské pohlavní orgány částí rozmnožovací soustavy. Mezi ně patří hlavně penis, varlata, chámovod a prostata. Samčí rozmnožovací soustava je zaměřena hlavně na produkci a ejakulaci spermatu, které obsahuje spermie, a tím i genetickou informaci. Role samčí rozmnožovací soustavy ve vývoji lidského plodu končí ejakulací spermatu do dělohy, ze které se ejakulát zpravidla dostává do vejcovodů, kde oplodní vajíčko, ze kterého se posléze v děloze vyvine plod. Pojetí otcovství a rodiny nalézáme v každé lidské společnosti. Zároveň jsou varlata místem tvorby mužského pohlavního hormonu testosteronu, který ovlivňuje vznik primárních i sekundárních pohlavních znaků, včetně rysů chování typických pro muže.
Druhotné pohlavní znaky, jako jsou chlupy na těle a silné svaly, se vyvinuly, aby přitahovaly družku nebo pomohly porazit rivaly. Na rozdíl od žen mají muži pohlavní orgány převážně vně těla, ačkoli mnoho částí samčí rozmnožovací soustavy se nalézá též uvnitř těla, kupříkladu prostata. Věda a odvětví lékařství, které se zabývá samčí rozmnožovací soustavou, se nazývá andrologie. Většina, ale ne všichni muži, má karyotyp 46,XY.
Obecně se dá říci, že muže trápí tytéž nemoci jako ženy, i když se vyskytuje několik pohlavně závislých nemocí, kterými trpí více nebo výhradně muži. Například autisté nebo barvoslepí jsou častěji muži než ženy. Podobně některé věkově závislé nemoci, například Alzheimerova choroba, jsou častější u mužů nežli u žen. Příčina této disproporcionality dosud není známa.
Dle analýzy ČSÚ z roku 2014 je očekávané dožití žen narozených v ČR v roce 2011 o šest let delší (80,7 let) oproti můžům narozeným ve stejném roce (74,7 let). Z toho u žen je očekávaný věk prožitý ve zdraví 63,6 roků, u mužů 62,2 roků. Rozdíl části života prožité ve zdraví je tedy menší, než rozdíl celkové očekávané délky života.
Jen biologické faktory samotné neurčují, zda osoby jsou považovány, nebo se samy považují za muže. Například někteří muži se narodí bez typické mužské fyziologie (odhady se pohybují od 1:2 000 po 1:100 000) nebo mohou trpět hormonální či genetickou odlišností (například syndrom necitlivosti na androgen), popřípadě se u nich z jiného důvodu částečně vyvinuly pohlavní znaky obou pohlaví. Viz též: transsexualita a pohlavní identita.
Zhruba 20 % mužů, zejména v USA, na Filipínách, v Jižní Koreji, a také Židů a Muslimů ze všech zemí jsou obřezáni. Při obřízce se z penisu odstraní předkožka.

### Statistika
Ve světě se obvykle předpokládá poměr pohlaví zhruba 105 chlapců na 100 dívek. V Česku (stejně jako ve většině Evropy) je však počet mužů menší než počet žen.
| počet mužů    | rok  | procent populace |
| ------------- | ---- | ---------------- |
| 3 532 503 174 | 2012 | 50,98 %          |
| 3 455 272 058 | 2010 | 50,85 %          |
| 3 036 117 889 | 2000 | 50,45 %          |
| 3 028 178 996 | 1998 | 50,42 %          |
| 2 985 105 566 | 1997 | 50,418 %         |
| 2 519 890 171 | 1987 | 50,4 %           |
| 2 239 015 705 | 1980 | 50,3 %           |
| 1 512 334 778 | 1960 | 50,19 %          |

### Demografická statistika
| populace      | rok  |
| ------------- | ---- |
| 7 021 836 029 | 2012 |
| 6 857 997 746 | 2010 |
| 6 115 000 000 | 2000 |
| 6 000 000 000 | 1998 |
| 5 919 215 000 | 1997 |
| 5 001 235 875 | 1987 |
| 4 428 789 901 | 1980 |
| 3 061 975 017 | 1960 |